# 101ª Divisione motorizzata “Trieste”
Die 101ª Divisione motorizzata “Trieste” (deutsch 101. Motorisierte Division „Trieste“) war eine motorisierte Division der Italienischen Armee während des Zweiten Weltkrieges. Die „Trieste“ wurde 1939 gebildet und stand während des Afrikafeldzugs von August 1941 bis Mai 1943 im Einsatz. Im Mai 1943 kapitulierte sie in Tunesien gegenüber den Alliierten Streitkräften.

## Geschichte
Die Ursprünge der Division liegen bei den Infanteriebrigaden Valtellina und Sicilia, mit deren Regimentern nach dem Ersten Weltkrieg die 8. Division gebildet wurde, welche ihrerseits kurz vor dem Zweiten Weltkrieg in 101. Infanteriedivision Trieste umbenannt wurde.

### 1862 bis 1926
Auf der Grundlage eines Erlasses vom 29. Juni 1862 wurden am folgenden 1. August in San Martino bei Turin die Infanterieregimenter 65 und 66 aufgestellt, die zusammen die Infanteriebrigade Valtellina bildeten. Benannt war die Brigade nach dem Alpental Veltlin.
Im dritten italienischen Unabhängigkeitskrieg unterstand die Brigade Valtellina zusammen mit der Brigade Brescia der 5. Division und kämpfte in der Schlacht bei Custozza. In den folgenden Jahren entsandte die Brigade immer wieder einzelne Bataillone nach Süditalien zur Aufstandsbekämpfung und zur Sicherung der öffentlichen Ordnung. Ab 1887 wurden Einheiten der Brigade in Italienisch-Ostafrika eingesetzt, ab 1911 im italienisch-türkischen Krieg auch in Libyen. Die Friedensstandorte befanden sich seinerzeit in Cremona und Reggio nell’Emilia.
Im Ersten Weltkrieg kämpfte die Brigade zwischen Mai 1915 und März 1916 am mittleren Isonzo bei Tolmin, zwischen April und Oktober 1916 in Judikarien, danach am unteren Isonzo und auf der dortigen Karsthochfläche, wo sie bei der Eroberung der Höhe 208 enorme Verluste zu verzeichnen hatte. Im Januar 1917 verlegte sie an die Pasubio-Front, im Juli 1917 dann wieder an den unteren Isonzo, wo sie sich im August bei Selo auszeichnete, aber wiederum schwere Verluste hinnehmen musste.
Am 4. September 1917 kam es zu einem folgenschweren Unglück. An der Bahnstrecke von Monfalcone nach Triest nutzte die Brigade einen Eisenbahntunnel als Rückzugsraum und Materiallager. Einige am Tunneleingang abgestellte Munitionskisten explodierten nach einem Granateinschlag, wodurch große Flammenwerfertanks in Brand gerieten. In dem Tunnel brannte es zwei Tage lang, wobei innerhalb und außerhalb des Tunnels mindestens 2.000 Mann der Brigade starben, ein großer Teil davon durch Erstickung. Unter den Gefallenen befand sich der Kommandeur des 65. Regiments, Giovanni Piovano, alle Soldaten seines Stabes, sowie fast alle Soldaten des II. Bataillons des Regiments.
Nach der faktischen Wiederaufstellung wurde die Brigade in den folgenden Monaten im Val d’Ampola im Trentino eingesetzt, im Mai 1918 im Valcamonica, im Sommer 1918 im Valle del Caffaro, dann auf der Hochebene der Sieben Gemeinden, von wo aus sie sich ab Ende Oktober 1918 an der italienischen Schlussoffensive beteiligte. Während des Krieges stand die Brigade nacheinander unter dem Kommando der Divisionen 7, 33, 44, 61 und 6.

### 1926 bis 1943

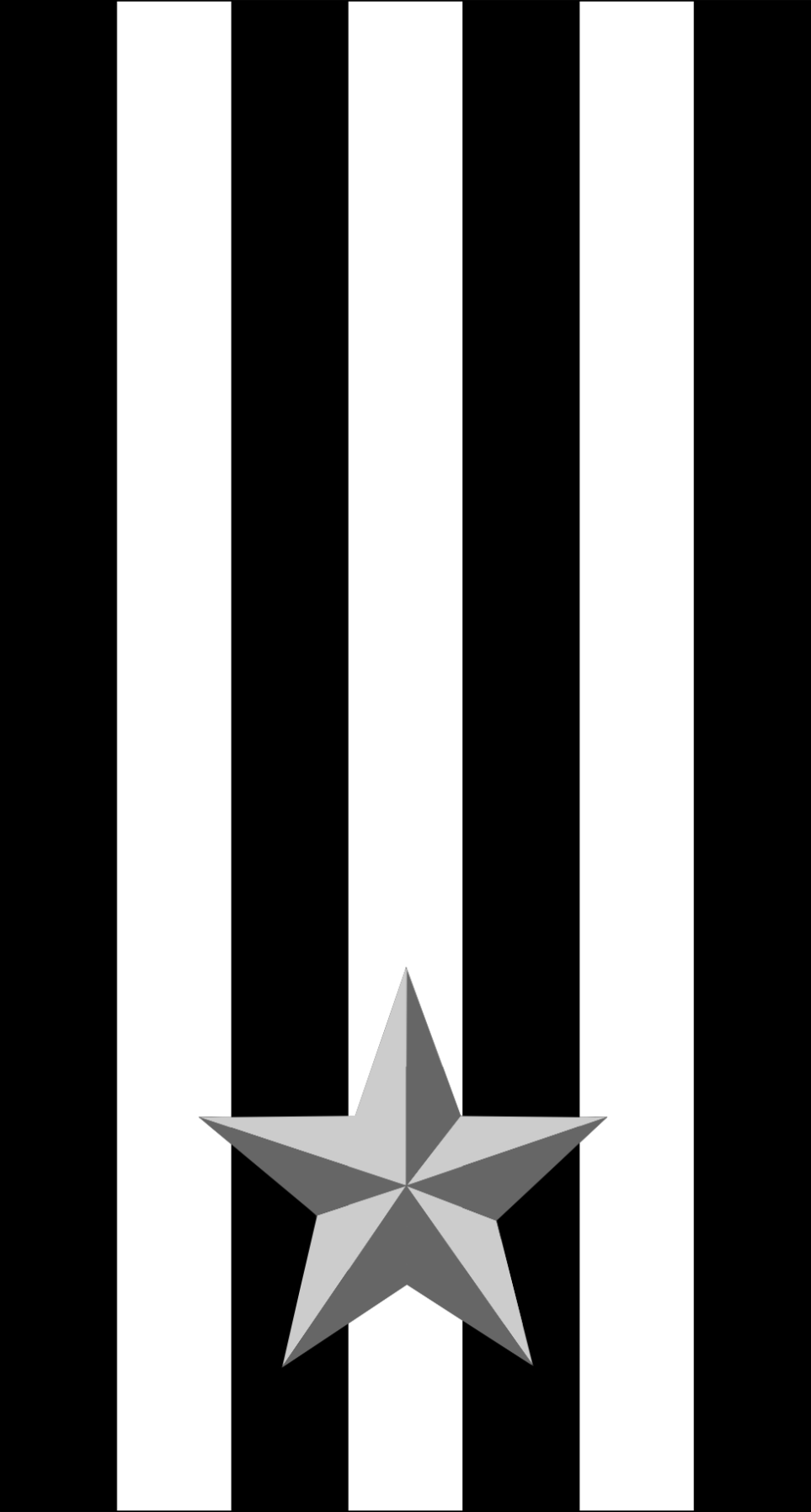
Kragenspiegel des 65. & 66. Infanterieregiments Valtellina/Trieste

Mit der Heeresreform von 1926 wurden die Brigaden in der bisherigen Form aufgelöst und statt der alten Karree-Divisionen triangulare Divisionen gebildet. Mit den Infanterieregimentern 61 und 62 der aufgelösten Brigade Sicilia bildete das 65. Infanterieregiment Valtellina die 8. Infanteriebrigade, die zusammen mit dem 46. Feldartillerieregiment und anderen Divisionstruppen der 8. territorialen Militärdivision in Piacenza unterstellt wurde. Letztere Division benannte man 1934 in 8. Infanteriedivision Po (nach dem gleichnamigen Fluss) um, 1939 dann in 101. motorisierte Infanteriedivision Trieste (nach der Stadt Triest). Das 66. Infanterieregiment Valtellina ging 1926 an die 16. Division in Bologna.
1935 gab die 8. Infanteriedivision ihr 46. Feldartillerieregiment ab und erhielt dafür das 21. Ende 1936, Anfang 1937 gab sie das 61. und das 62. Infanterieregiment ab und erhielt dafür das 66. Valtellina. 1938 erhielt die Division zusätzlich das 9. Bersaglieri-Regiment.
1939 bestand die 101. motorisierte Infanteriedivision Trieste somit aus dem 65. und 66. Infanterieregiment, aus dem 9. Bersaglieri-Regiment, aus dem 21. Artillerieregiment und weiteren Divisionstruppen. Mit den beiden Infanterieregimentern stand die Division in der Tradition der Brigade Valtellina, deren Kragenspiegel die Soldaten der Division weiterhin trugen (zum Teil mit Modifikationen).
Gleichzeitig führte die 102. motorisierte Infanteriedivision Trento das 61. und das 62. Infanterieregiment, das 7. Bersaglieri-Regiment und das 46. Artillerieregiment, womit diese beiden Divisionen hinsichtlich ihrer Formations- und dann auch ihrer Einsatzgeschichte eng verbunden waren.
1938 und 1939 wurden in Italien die schwachen, binären (Infanterie-)Divisionen eingeführt, also Divisionen mit nur zwei Infanterieregimentern, bei denen es sich um die Schwesterregimenter der bis 1926 bestandenen Infanteriebrigaden handelte. Ausgenommen hiervon blieben zunächst die beiden motorisierten Infanteriedivisionen Trieste und Trento, denen als dritte Regimenter Bersaglieri-Regimenter zugeteilt wurden. Trotz der Bezeichnung „motorisierte Infanteriedivision“ waren nur die Bersaglieri motorisiert, der Rest der beiden Divisionen erhielt Fahrzeuge nur bei Bedarf. Die Trieste musste Anfang 1942 ihre Bersaglieri bis auf ein Bataillon wieder abgeben.
Die beiden „motorisierten“ Divisionen Trieste und Trento sowie die wenigen italienischen Panzerdivisionen blieben 1940, zum Teil auch noch 1941, als Reserveformationen in Norditalien, obwohl man zu dieser Zeit in Nordafrika gravierende Rückschläge zu verzeichnen hatte und motorisierte und gepanzerte Verbände im Wüstenkrieg unverzichtbar waren. Trotz des Bündnisses mit dem Deutschen Reich wollte man diese Divisionen nicht aus Norditalien abziehen, weil man dem Verbündeten nicht ganz traute.
Nachdem Teile der Division Trieste im Juni 1940 einige Tage in den Westalpen gegen Frankreich und Anfang 1941 gegen Griechenland eingesetzt wurden, verlegte man sie ab August 1941 nach Nordafrika, wo sie ab Oktober 1941 zusammen mit der Panzerdivision Ariete im XX. Korps unter General Gastone Gambara gegen die Briten und ihre Commonwealth-Verbündeten kämpfte. Das XX. Korps wurde weitgehend zusammen mit dem Deutschen Afrikakorps eingesetzt. Beide Formationen standen nach dem Unternehmen Sonnenblume unter Befehl von General Erwin Rommel, dem das Kommando über die mobilen Großverbände der Achse in Nordafrika übertragen wurde. An der Seite des Afrikakorps nahm die Division Trieste an allen Schlachten des Krieges in Nordafrika teil.
Im November 1941 kämpfte die Division Trieste zusammen mit deutschen Verbänden bei Tobruk, insbesondere bei El Duda. Im Mai 1942 spielte die Trieste in der Schlacht von Gazala bei der Entsetzung isolierter Verbände eine bedeutende Rolle. Zu schweren Kämpfen mit feindlichen Panzerverbänden kam es bei Bir Belafarit und danach bei Got el Ualeb. Vom 8. bis zum 11. Juni nahm sie an der Schlacht von Bir Hakeim teil. Nach weiteren Kämpfen südöstlich von Tobruk rückte sie mit anderen deutschen und italienischen Verbänden über Sidi Ornar und Marsa Matruh bis nach El Alamein vor. Zusammen mit der Division Trento kämpfte die Division Trieste im Juli 1942 in der Ersten Schlacht von El Alamein, in der sich Einheiten beider Divisionen auf den Höhen von Miteiriya und Ruweisat auszeichneten. Die beiden Regimentskommandeure Gherardo Vaiarini (65. InfRgt) und Umberto Zanetti (66. InfRgt) fielen in dieser Schlacht. Die Division nahm an der folgenden Schlacht von Alam Halfa teil, insbesondere an den Gegenangriffen bei Deir el Munassib, wo feindliche Verbände auf ihre Ausgangsstellungen zurückgeworfen wurden. In der Zweiten Schlacht von El Alamein blieb die Division ab dem 23. Oktober 1942 im Norden zunächst in Reserve und wurde erst ab dem 26. Oktober bei El Daba eingesetzt. In den frühen Morgenstunden des 2. November begannen die Briten mit ihrem Großangriff auf Tel el Aqqaqir (Operation Supercharge), bei dem das 65. Infanterieregiment, ein Panzerbataillon und fast die gesamte Artillerie der Division Trieste aufgerieben wurden. Am 4. November setzte sich das 66. Infanterieregiment mit den Resten der Division nach Fuka ab und deckte im weiteren Verlauf den Rückzug bis zur Mareth-Linie in Tunesien. Dort wurden die beiden Infanterieregimenter, das 21. Artillerieregiment und einige Divisionstruppen neu formiert, vorwiegend mit Überlebenden anderer Verbände.
Im Tunesienfeldzug kämpfte die Division zwischen dem 17. und dem 30. März 1943 an der Mareth-Linie und bei El Hamma, am 5. und 6. April bei Akarit, zwischen dem 19. und dem 30. April bei Enfidaville, wo sich Einheiten der Trieste (I./66) bei Abwehrkämpfen auf dem Takrouna gegen weit überlegene Verbände besonders auszeichneten. Ab dem 9. Mai wurde Enfidaville auch von Norden aus angegriffen, woraufhin die Trieste als letzte Division der Achse das Feuer am 13. Mai 1943 einstellte und kapitulierte.

### 1950 bis 1991
Die motorisierte Division Trieste wurde am 1. Juni 1950 in Bologna wiedererrichtet und dem dortigen VI. Territorialkommando unterstellt. Die Division bestand zunächst aus dem 40. Infanterieregiment Bologna, dem 82. Infanterieregiment Torino, dem 21. Artillerieregiment Trieste und aus weiteren Divisionstruppen. 1951 kamen das Kavallerieregiment Lancieri di Aosta und das 121. Artillerieregiment dazu. 1952 bildete die Division zusammen mit der Infanteriedivision Friuli (Florenz) das in Bologna wiedererrichtete VI. Korps.
Im Zug der Wiedereingliederung des Freien Territoriums Triest in den italienischen Staat wurde die Division Trieste am 20. Oktober 1954 in zwei Formationen geteilt: Eine Kampfgruppe mit dem 82. Infanterieregiment Torino und einer Abteilung des 21. Artillerieregiments verlegte nach Triest und wurde dort dann von einer anderen Division übernommen. Die andere Kampfgruppe mit dem 40. Infanterieregiment Bologna und den anderen Verbänden blieb in Bologna. Im Jahr davor hatte man bereits das 121. Artillerieregiment abgegeben, das zu einem Flugabwehrverband umgegliedert wurde. Die Lancieri di Aosta gingen an die Korpstruppen des VI. Korps.
Die im September 1955 aus der in Bologna verbliebenen Kampfgruppe wiederaufgestellte Division Trieste wurde 1960 genauso wie die Division Friuli zu einer Brigade herabgestuft. Zusammen mit der 1963 in Livorno aufgestellten Fallschirmjägerbrigade Folgore bildeten sie weiterhin das VI. Korps. 1961 bestand die motorisierte Infanteriebrigade Trieste aus dem 40. Infanterieregiment Bologna (drei Bataillone), aus dem XI. Panzerbataillon, aus dem Artilleriebataillon Trieste, dem Flugabwehrbataillon Trieste sowie aus kleineren Unterstützungseinheiten. Am 1. April 1972 wurde das VI. Korps in Bologna aufgelöst und die Brigaden Trieste, Friuli und Folgore einem Territorialkommando in Florenz unterstellt.
1975 wurde die Regimentsebene in Italien weitestgehend abgeschafft. Die mechanisierte Infanteriebrigade Trieste bestand somit aus dem 11. Panzerbataillon Calzecchi in Ozzano dell’Emilia auf M47, aus den mit M113 ausgerüsteten Infanteriebataillonen 37. Ravenna in Bologna, 40. Bologna in Bologna und 66. Valtellina in Forlì sowie aus dem 21. Panzerartilleriebataillon Romagna in Bologna auf M109. Hinzu kamen das Logistikbataillon Trieste in Budrio und kleinere Unterstützungseinheiten. In dieser Form unterstand die rund 4.760 Mann starke Brigade von 1975 bis 1986 der mechanisierten Infanteriedivision Folgore in Treviso (nicht zu verwechseln mit der gleichnamigen Fallschirmjägerbrigade), nach Abschaffung der Divisionsebene von 1986 bis 1991 dem III. Korps in Mailand.
Am Ende des Kalten Krieges verlor die Brigade im Dezember 1989 erst ihr 40. Infanteriebataillon Bologna, im Februar 1991 dann ihr 37. Bataillon Ravenna. Im Zug einer ersten großen Auflösungswelle wurden die beiden Brigaden Trieste und Friuli am 1. Juni 1991 in Bologna fusioniert. Die dort gebildete mechanisierte Infanteriebrigade erhielt den Namen Friuli, weil ein gleichnamiger, auf Seiten der Alliierten kämpfender Verband gegen Ende des Italienfeldzuges an der Einnahme Bolognas beteiligt war und man daher an diesem Ort den Namen Friuli bevorzugte. Grundsätzlich standen militärische Verbände, auch wenn sie sich im Krieg von 1940 bis 1943 ausgezeichnet hatten, Verbänden nach, die von 1943 bis 1945 am Befreiungskrieg teilgenommen hatten.

### Nach 1991

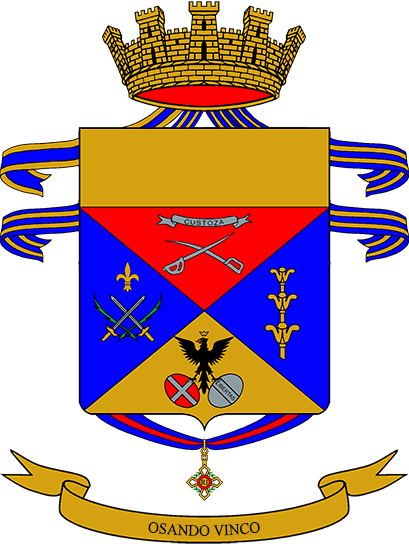
Wappen 66. Infanterieregiment

In der mechanisierten Infanteriebrigade Friuli bestanden die Traditionen der Trieste fort: das 66. Infanteriebataillon Valtellina wurde 1992 in 66. Infanterieregiment Trieste umbenannt, hatte aber weiterhin nur Bataillonsstärke. 2002 gliederte man die Brigade zu einem luftbeweglichen Verband um, dessen zentraler luftbeweglicher Verband seither das 66. Trieste ist. Nachdem man im Juli 2013 in Florenz wieder einen Divisionsstab Friuli eingerichtet hatte, wurde unter anderem vorgeschlagen, die gleichnamige luftbewegliche Brigade in Bologna wieder in Trieste umzubenennen.

## Gliederung
Nachstehend eine Grobgliederung der 101. motorisierten Infanteriedivision Trieste im Zweiten Weltkrieg.
- 65. Infanterieregiment „Valtellina“
- 66. Infanterieregiment „Valtellina“
- 9.  Bersaglieri-Regiment (ab 1942 VIII. gepanzertes Bersaglieri-Bataillon)
- 21. Artillerie-Regiment „Po“ (mot.)
- 11. Panzer-Bataillon auf  M13/40 (ab 1942)
- Pionierbataillon (ab 1942, erst 52., dann 32.)

Die Infanterie der Division erhielt einige deutsche Schützenpanzer der Typen Sd.Kfz. 250 und Sd.Kfz. 251.

## Kommandeure
Kommandeure der Division im Zweiten Weltkrieg:
- Generale di Divisione Emilio Garavelli (1939)
- Generale di Divisione Vito Ferroni (1939–1940)
- Generale di Divisione Alessandro Piazzoni (1940–1941)
- Generale di Brigata Arnaldo Azzi (1941–1942)
- Generale di Divisione Francesco La Ferla (1942–1943)